# Marcelová
Marcelová és un poble i municipi d'Eslovàquia que es troba a la regió de Nitra, al sud-oest del país. La primera menció escrita de la vila es remunta al 1353.

## Demografia
| Godina             | 1994 | 2004   | 2014   | 2024   |
| ------------------ | ---- | ------ | ------ | ------ |
| Nombre de persones | 3773 | 3836   | 3764   | 3794   |
| Diferència         |      | +1,66% | −1,87% | +0,79% |

| Godina             | 2023 | 2024   |
| ------------------ | ---- | ------ |
| Nombre de persones | 3802 | 3794   |
| Diferència         |      | −0,21% |

## Viles agermanades
Marcelová està agermanada amb dues viles hongareses:
- Badacsonytomaj, Hongria
- Vasad, Hongria